# Cerveau artificiel

Estimation de puissance de calcul nécessaire pour une simulation d'activité cérébrale.

Un cerveau artificiel est un modèle informatique, basé sur la simulation de l’activité de populations de neurones, qui possède ou développe des facultés cognitives similaires aux cerveaux biologiques.

## Différentes approches
Diverses approches sont envisagées :
- Simuler l'activité biologique des neurones[1]
- Simuler l'activité fonctionnelle des neurones
- produire un exocortex qui serait un système externe artificiel de traitement de l'information susceptible de compléter les processus cognitifs de haut niveau biologiques d'un cerveau via une interface cerveau-ordinateur directement, faisant de ces extensions fonctionnellement partie de l'esprit de l'individu. Un tel dispositif relève encore de la science fiction, mais des interfaces cerveau-machine commencent à apparaitre (permettant par exemple de commander le déplacement d'une balle sur un écran par la pensée).

L'architecture des circuits neuronaux (aires fonctionnelles du cortex, colonnes corticales) joue un rôle essentiel dans l'émergence de propriétés cognitives. Depuis les années 1960 (dans le cadre de ce qui se nommait alors encore cybernétique) ont été proposés des modèles de cognition utilisant des tables associatives (hashs), sans résultats probants sur les machines de cette époque (dont une taille typique était de 256 kilooctets). Une partie de ces modèles fonctionnaient d'ailleurs sur des mondes pré-conceptualisés, c'est-à-dire ne dégageaient pas de nouveaux concepts sur des observations brutes, mais sur des observations liées à un canevas préétabli.
Le relatif succès des réseaux de neurones après une période de traversée du désert de 1965 à 1984, ainsi que l'existence de superordinateurs ont remis en selle ce type de projets.

## Ressources
Un projet de 4,9 millions de dollars a été entrepris par la DARPA et est actuellement conduit par IBM à Lausanne. Depuis la fin 2006, la simulation de nos cerveaux était possible au niveau de la cellule. L'équipe de recherche a réussi à lier artificiellement trente millions de synapses dans leur position tridimensionnelle en 3D. En mars 2008, le projet Blue Brain a annoncé progresser plus vite que prévu : la conscience est un montant massif d'information échangée par les milliards de cellules du cerveau.
Les ordinateurs connectés avec Blue Brain couplés aux implants électroniques cérébraux dits Soul Catcher pourraient excéder la capacité du cerveau humain autour de 2015 : une vie de plus de 80 ans s'enregistrerait sur 10 térabits de données. Enfin, il semble probable que nous puissions télécharger le cerveau humain d'ici 2050.